# Jacaratia
Jacaratia là một chi gồm 6 loài thực vật hạt kín bản địa châu Mỹ, cụ thể là Trung Mỹ và Nam Mỹ.

## Các loài
- Jacaratia corumbensis Kuntze, đồng nghĩa: Jacaratia hassleriana
- Jacaratia digitata (Poepp. & Endl.) Solms
- Jacaratia dolichaula (Donn. Sm.) Woodson, đồng nghĩa: Carica dolichaula
- Jacaratia heptaphylla
- Jacaratia mexicana A.DC., đồng nghĩa: Carica mexicana, Leucopremna mexicana: "đu đủ dại"
- Jacaratia spinosa (Aubl.) A.DC., đồng nghĩa: Carica dodecaphylla, Carica spinosa, Jacaratia dodecaphylla

## Hình ảnh

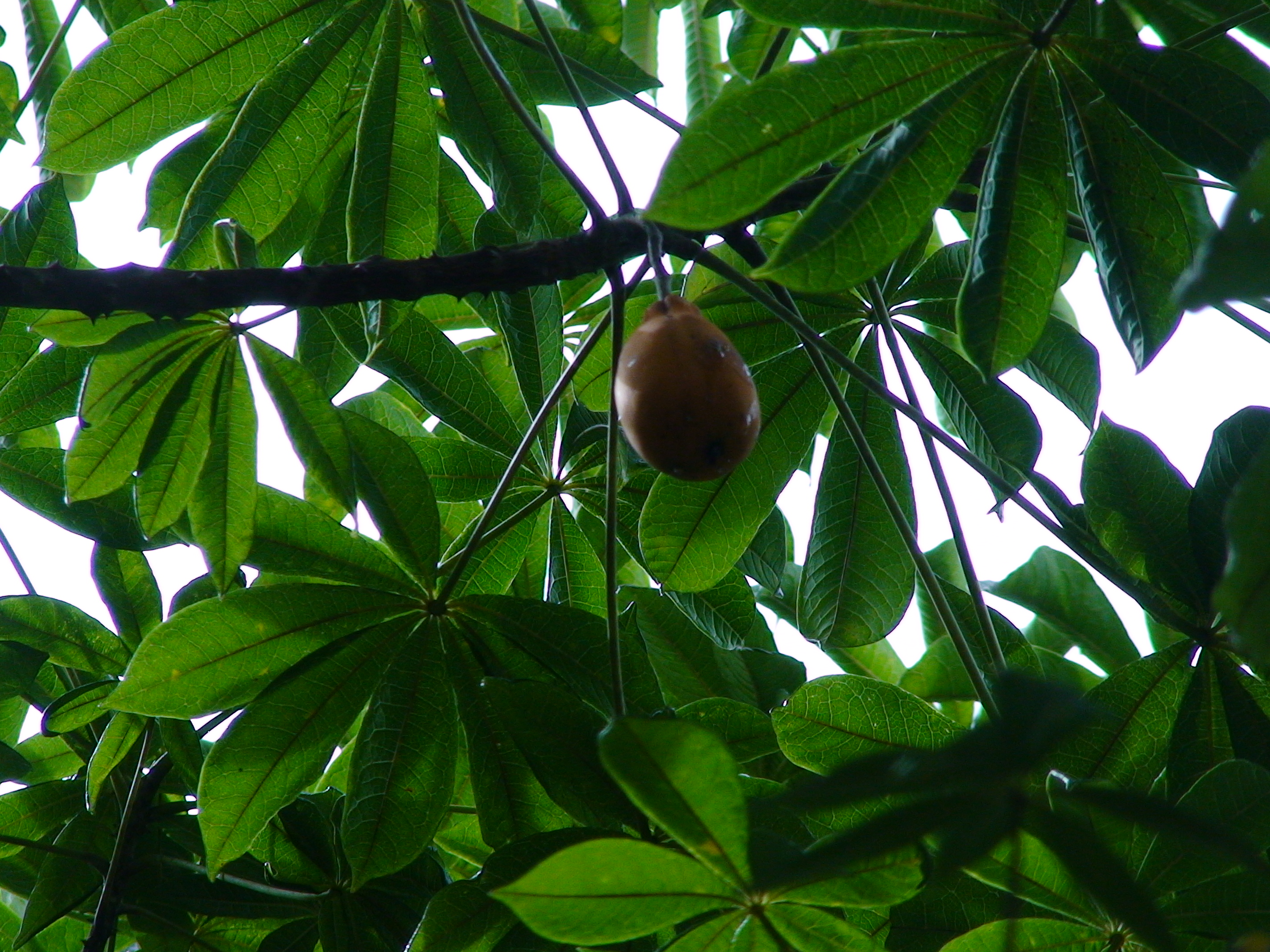